# Доді Баталья
Доді Баталья (італ. Dodi Battaglia); нар. 1 червня 1951, Болонья, Італія) — італійський композитор, співак та гітарист; автор частини музики гурту Pooh; вважається одним з найкращих гітаристів світу, має численні та престижні нагороди. 

## Початки
Донато Баталья, на сцені Доді, родився 1 червня 1951 у Болоньї в кварталі Мацзіні (Mazzini) в родині музикантів: дідусь грав на мандоліні та на фортепіано, дядько був гітаристом, а батько грав на скрипці.
У віці п'яти років починає вчитися грі на акордеоні в музичній школі, яку відвідує  до дванадцяти років.Наступний крок - навчання грі на гітарі. Завдяки початковим студіям, які дали йому базу для розвитку музичного відчуття, він у короткий термін опановує цей інструмент.
Почавши відвідувати музичні клуби Болоньї, отримує нагоду стати учасником декількох гуртів: "I Rigidi", "Meteors"(ансамбль-акомпаніатор Джанні Моранді) та 
"I judas", болонський гурт, міський суперник Pooh коли вони ще називались "I Jaguars".
У 1968, завдяки другові Валеріо Неґріні отримує запрошення увійти до складу Pooh. 
Доді ледь минуло сімнадцять років і належати до найпопулярнішого гурту свого міста, особливо післяуспіху альбому 'Piccola Katy', було для нього великою втіхою.
Випробувальний період у Pooh тривав тиждень і проходив вдома у Ріккардо Фольї.
Доді увійшов до гурту замість Маріо Ґоретті (Mario Goretti), саме під час запису вокальних партій синглу 1968 Buonanotte Penny (Добраніч, Пенні). 

## Гітарист гурту Pooh
Баталья стає другим автором музики гурту і головним голосом таких перших удач як 
Tanta voglia di lei(1971), Noi due nel mondo e nell’anima (Ми двоє у світі і в душі) (1972) та Infiniti noi (Безкінечні ми) (1973). 
Згодом виникає незгода з Рікардо Фольї, який у 1972 залишає ансамбль заради власної сольної кар'єри, звільняючи цим простір для вокалу Баталья.
З диска Alessandra (пісня та альбом присвячені новонародженій доньці Факкінетті), автором музик и стає не лише Робі , Доді пише музику та виконує Via lei, via io, Io in una storia.
У 1973 Доді компонує на фортепіано мелодію пісні Lei e lei (Вона і вона), виконаної пізніше Робі, та  La locanda (Маленький готель).
Його голосу віддає перевагу продюсер Джанкарло Лукаріелло (Giancarlo Lucariello) задля презентації гурту на сорокоп'ятці Io e te per altri giorni та Infiniti Noi, крім того,  в сюїті Parsifal, де Доді розкриває ще й свій технічний потенціал гітариста. Він також використовує свою блискучу техніку і в інших інструментальних композиціях гурту, таких як 'La gabbia' (Клітка), 'Fantastic Fly' (Фантастичний політ), 'Viva' etc, а також і в 'простих' піснях, де присутність його гітари не залишається непоміченою.
У наступні роки пише такі пісні як Orient Express (Східний експрес), Wild Track (досі єдина композиція гурту, написана безпосередньо  англійською), Peter Jr.  (з текстом Стефано Д'Ораціо (Stefano D'Orazio)).
Як вокаліст, з 1976 стоїть поруч з Робі Факкінетті, який, окрім того що пише більшу частину  пісень групи, виконує найуспішніші сингли.
У 1977 компонує In diretta nel vento (По трансляції з вітру), яка підморгує появі перших вільних радіостанцій, йдеться про діджея, сфотографованого в один з численних вечорів, коли він ставить диски і відповідає по телефону. Пише мелодію пісні Ci penserò domani (Подумаю завтра), 1978, виконана Робі, та у 1979, для альбому Viva, - Una donna normale (Звичайна жінка).

## ВідCanterò per teдоD'Assolo
Вперше з 1966 музику для синглу Pooh пише не Робі Факкінетті: йдеться про Canterò per te (Співаю для тебе), 1980 Доді Баталья, з альбому ...Stop.
У 1981, під час зимового турне з альбомом Buona fortuna (Хай щастить), авторитетна німецька газета Die Zeitung присудила Доді премію як найкращому європейському гітаристу.
З 1983 до 1985 має інтенсивне співробітництво з Васко Россі граючи на гітарі в Una canzone per te (Пісня для тебе), Tofee та Va bene, va bene così ((Добре, так добре).
Весною 1985 публікує свою першу сольну довгограючу платівку Più in alto che c'è (Вище ніж є), яку присвятив дітям Сарі, Серені та Даніеле; текст пісні, що дав назву диску, написав Рокер ді Дзокка (Rocker di Zocca).
У 1986 німецький журнал «Штерн» присуджує Доді премію як найкращому європейському гітаристу місяця; у тому ж році також італійська критика вручає йому премію як найкращому італійському гітаристу.
У 1989 в Кортіна-д'Ампеццо формує разом з Дзуккеро (Zucchero), Ванделлі (Vandelli), Фіо Дзанотті (Fio Zanotti), Мікеле Торпедіне (Michele Torpedine) та  Умбі Маджі (Umbi Maggi)  Sorapis, групу просякнуту голіардійним духом та бажанням розважитися і насолодитися, граючі музику з відповідним первісним натхненням.
У альбомі Uomini soli, після успіху на Фестивалі Санремо, Доді пише та виконує один з найвідоміших творів гурту, L'altra donna (Інша жінка). Протягом дев'яностих років, попри те що його роль автора музики все більше усталюється, здається, що він знаходиться трішечки осторонь, і пісні, що проходять на радіо, належать частіше Робі Факкінетті та Реду Канціану.
У 1993 Sorapis публікує альбом “Walzer d'un blues” (Вальс одного блюзу) з яким здійснюється світове міні-турне з десятка днів, починаючи з Мілана і закінчуючи Єрусалимом. Остання публічна поява відбулась у Санремо у 2009 де вони акомпанували Ірене Форначарі (Irene Fornaciari).
13 червня 2003 року, після дворічної праці, виходить D'assolo (Соло), його другий сольний альбом, цього разу акустичний. Він містить в собі неопубліковані композиції з мульти-етнічним середземнноморським колоритом, написані й аранжовані самим музикантом, з інтернаціональними та поп мелодіями, інкрустований віртуозністю.
У композиції «Nordinfesta» беруть участь Мауріціо Сольєрі (Maurizio Solieri), відомий гітарист Васко Россі, та Франко Муссіда (Franco Mussida (PFM)), з якими, наприкінці дев'яностих, Баталья створив групу Le chitarre d’Italia (Гітари Італії).
Окрім того, подорожуючи різними країнами, Доді мав нагоду співпрацювати з великою кількістю артистів світової слави, серед них Eric Clapton, Ел Ді Меола, Sting, Tommy Emmanuel, Steve Vai etc.

## Недавня діяльність
У 2009 опублікував методику гри на гітарі «Dodi Battaglia», де пояснює в деталях свій спосіб розуміння музики та передачі його через гітару.
У 2010 брав участь у Фестивалі Санремо, підтримуючи дует Sonohra. 
Став президентом Міста Музики (La città della Musica), що виникло  
Verona Sud; буде найбільшою в Європі багатофункційною музичною структурою. 
Зможе розмістити від 500 до 50.000 осіб, підтримуючи міжнародні ініціативи та події, і надаючи місце громаді задля професійної підготовки та роботи у артистичній, культурній і музичнотерапевтичній сфері. Зокрема, в структуру входять: аудиторіум, Музичний Центр (Music Center), Сучасний Музичний Інститут (Modern Music Institute), майстерня струнних інструментів, багатофункційний концертний зал, центр музикотерапії, музей музики, багатофункційна арена.
Амбіційний проєкт ідтримується такими світовими артистами, як Елтон Джон, Darryl Jones(басист Rolling Stones), Васко Россі, Лаура Паузіні та іншими.

## Дискографія
- Più in alto che c'è (1985)
- D'Assolo (2003)

## Премії та нагороди
- 1981 — газета «Die Zeitung» (Німеччина) — премія найкращому європейському гітаристу.
- 1986 — журнал «Stern» (Німеччина) — премія найкращому європейському гітаристу.
- 1986 — премія італійської критики найкращому італійському гітаристу (після закордонних преміювань).
- 1986 — титул «Кавалер Італійської Республіки» (італ. Cavaliere della Repubblica Italiana) (присвоєний президентом Франческо Коссіґа.

Італійський endorser «Fender Musical Instruments».
Італійський endorser «Maton Guitars».

## Інші відомості
Доді був одружений двічі та має 4 дітей.
Сара (Sara) (1975) та Серена (Serena) (1977), народжені першою дружиною Луїзою; Даніеле (1981), народжений подругою Лореттою Ланфреді; Софія, (2005), народжена теперішньою подругою рекламною актрисою Паолою Тоескі, з якою живе у сільському будинку в Кастель Маджоре, за 9 км від столиці Провінції Болонья. 
У жовтні 2009 Доді, перший із Pooh, став дідусем: родилась Вікторія, донька Сари.
Його гітара, dodicaster, була повторена у обмеженій кількості фірмою Fender, і в дев'яності продавалась за ціною близько 2 мільйонів лір.
Співпрацював з 
- Васко Россі, особливо в перших його успіхах Una canzone per te та Tofee
- Джино Паолі,
- Енріко Руджері
- Raf
- Міа Мартіні
- Джорджо Фалетті
- Фйорелліно
- Ел Ді Меола

Грав з групою Adelmo e i suoi Sorapis, в яку входили Дзуккеро, Мауріціо Ванделлі, Умбі з Nomadi, аранжувальник [Фіо Дзанотті]] (співробітник Pooh) та продюсер звукозапису Мікеле Торпедіне.
Протягом двадцяти років бере участь в туристичних автомобільних гонках разом з  Джорджо Фалетті. 
Тепер їздить на своєму карті з добродійною метою, співпрацюючи з асоціацією Kart No War, приєднана до Rock no War.
Написав музику пісні Il pianeta Grabov (Планета Грабов) для 47° Zecchino d'Oro.